# Міст Батьківщини
Вітчизняний міст, або Міст Батьківщини (хорв. Domovinski most) — міст через річку Сава в Загребі, найбільший міст у Хорватії. З'єднує південно-східну частину Загреба зі столичним аеропортом. Відкритий 2007 року, він є частиною транспортного проєкту для поліпшення та розширення сполучення Загреба зі своїм містом-супутником Велика Гориця.

## Опис

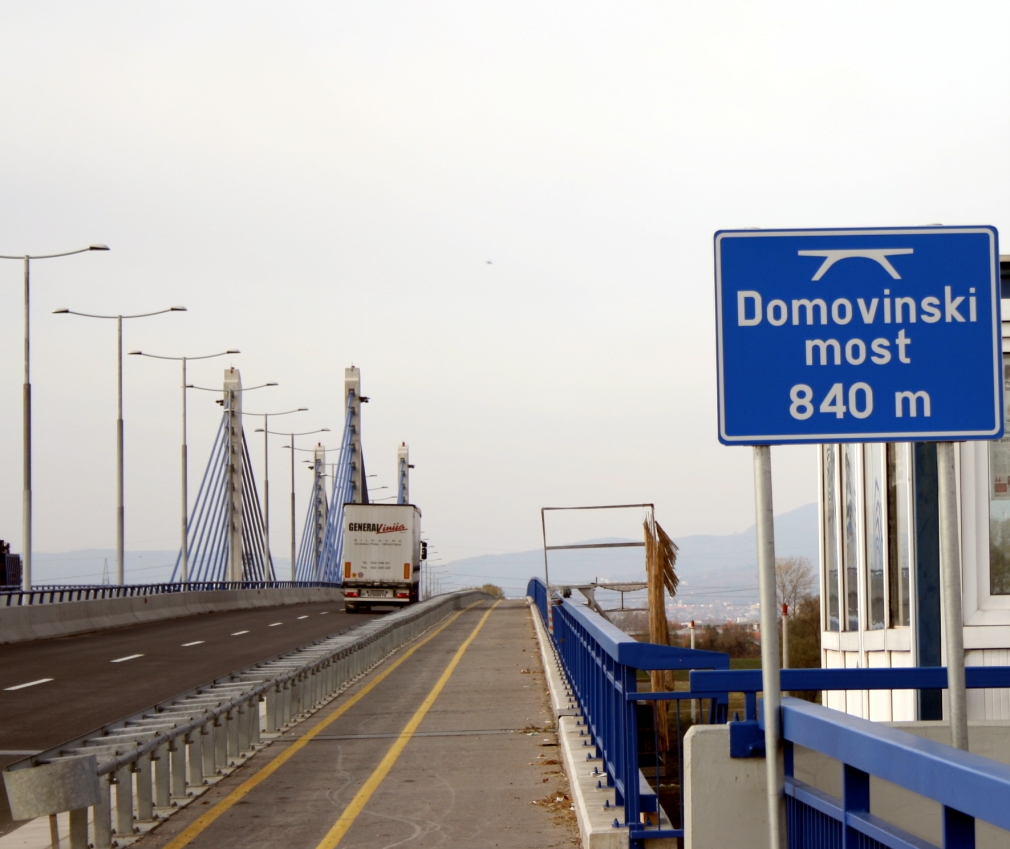
Вид на пішохідну доріжку мосту

Міст проходить над Савою та прилеглою до неї заплавою, на відрізку річки між загребською місцевістю Петрушевац і Косницею. Він веде з південного сходу до Радницького шляху. Через нього здійснюється внутрішньоміське транспортне сполучення з напівкільцевою окружною автотрасою. Після завершення реконструкції Радницького шляху міст мав би стати південно-східними воротами міста та пришвидшити розвиток цієї частини Загреба.
Міст має по дві смуги руху в обидва кінці, пішохідні та велосипедні доріжки, а посередині – простір, відведений  для рейкових транспортних засобів, можливо, для майбутньої приміської залізниці. Крім транспортної, він виконує ще й водопостачальну і водовідвідну функцію: по ньому пролягають дві труби, одна з яких відводить стічні води з міських районів, що на південь від Сави, до головної очисної споруди [Архівовано 16 березня 2010 у Wayback Machine.] на Житняку, а друга постачає передмістю воду з насосної станції на західному березі.
Міст виготовлено з попередньо напруженого бетону. Центральна частина підвішена до двох пар пілонів заввишки 16,5 м. Довжина окремо взятих прогонів має послідовно такий вигляд: 48 м + 6 х 60 м + 72 м + 120 м + 72 м + 2 х 60 м + 48 м.
Міст оснащено ефектним освітленням, яке принагідно можна зробити різнокольоровим.

## Історія

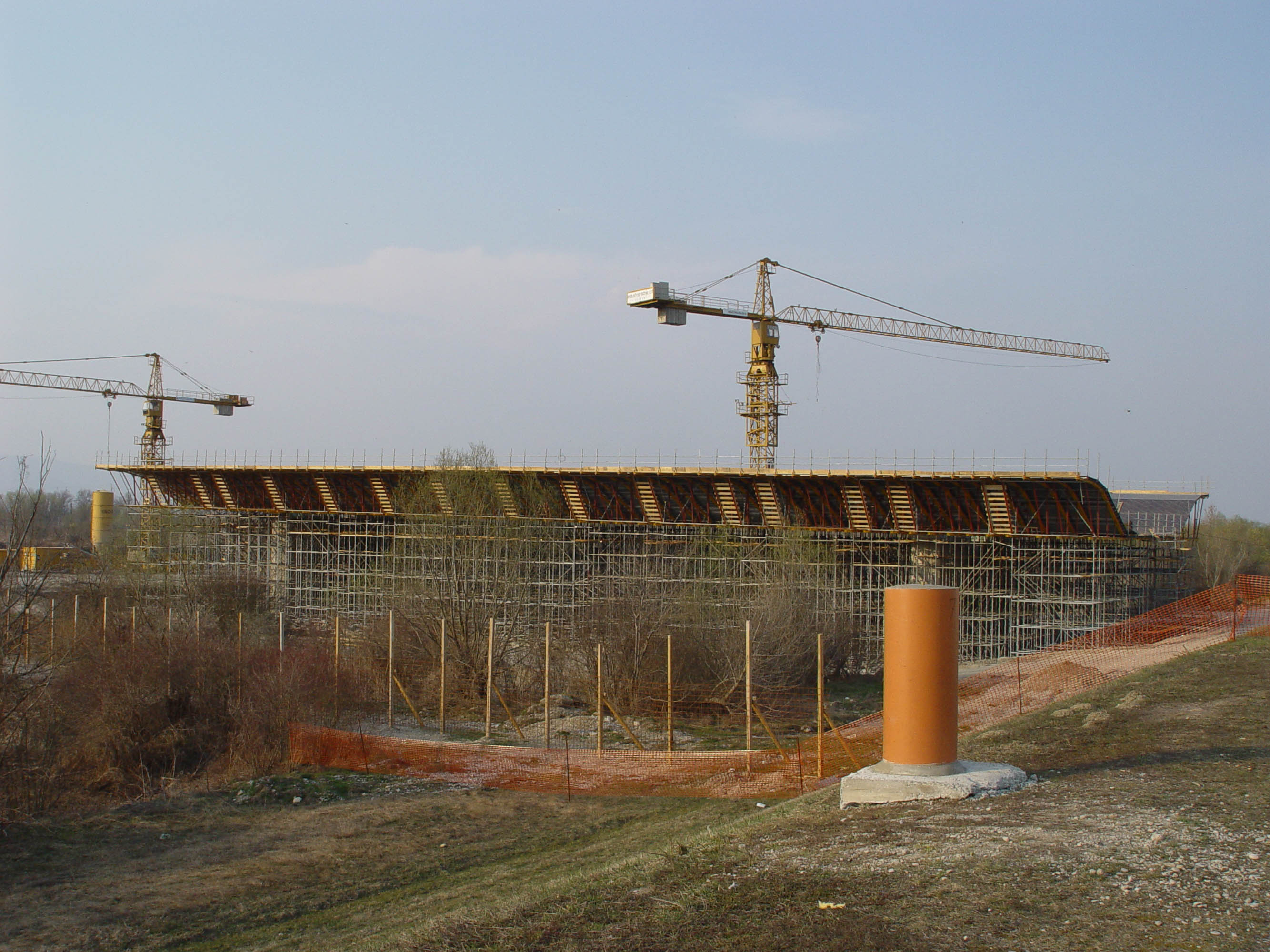
Початковий етап будівництва

Його будівництво розпочалося 2002 року і тривало 5 років, а вартість становить близько 300 млн. кун, або 40 млн євро. Грубі будівельні роботи на мосту, який будували загребські фірми «Industrogradnja» та «Viadukt» із субпідрядниками, були завершені у березні 2006 року.
Відкрити міст удалося лише з сьомої спроби через недоліки проєктування та недогляди у дозволах на експлуатацію. За даними хорватських ЗМІ, погана координація робіт спричинила різницю у висоті між мостом та під'їзними шляхами до 1 м.
5 травня 2007 року його урочисто відкрили мер Загреба Мілан Бандич і тодішня міністр охорони довкілля, просторового планування та будівництва Марина Матулович-Дропулич. Мер Бандич подякував громадянам за терпіння та гроші, які вони виділили на будівництво мосту, кажучи, що ключовим для його побудови був 2001 рік, коли на основі його пропозиції було ухвалено стратегічне рішення про спорудження в Загребі не просто акведука, а ще одного мосту. В урочистостях також узяли участь мер Великої Гориці Тоніно Піцула, голова Загребської міської скупщини Татьяна Холєвац, співробітники мерії та інші. Міст благословив парафіяльний священник із Якушевця (одного з мікрорайонів Нового Загреба-Схід) Йосип Кіжеман. Перед відкриттям мосту було відкрито рух по розв'язці Косниця, через яку міст Батьківщини сполучається з автострадою А-3.